# Четтон (Иллинойс)
Четтон (англ. Chatton) — невключённая территория в округе Адамс (штат Иллинойс, США). Расположена к северу от Голдена.
Почтовое отделение под названием Чаттон было основано в 1863 году и действовало до 1903 года.